# 浜小清水駅
浜小清水駅（はまこしみずえき）は、北海道斜里郡小清水町字浜小清水にある北海道旅客鉄道（JR北海道）釧網本線の駅である。駅番号はB74。
道の駅「はなやか（葉菜野花）小清水」との合築となっている。事務管理コードは▲111618。

## 歴史

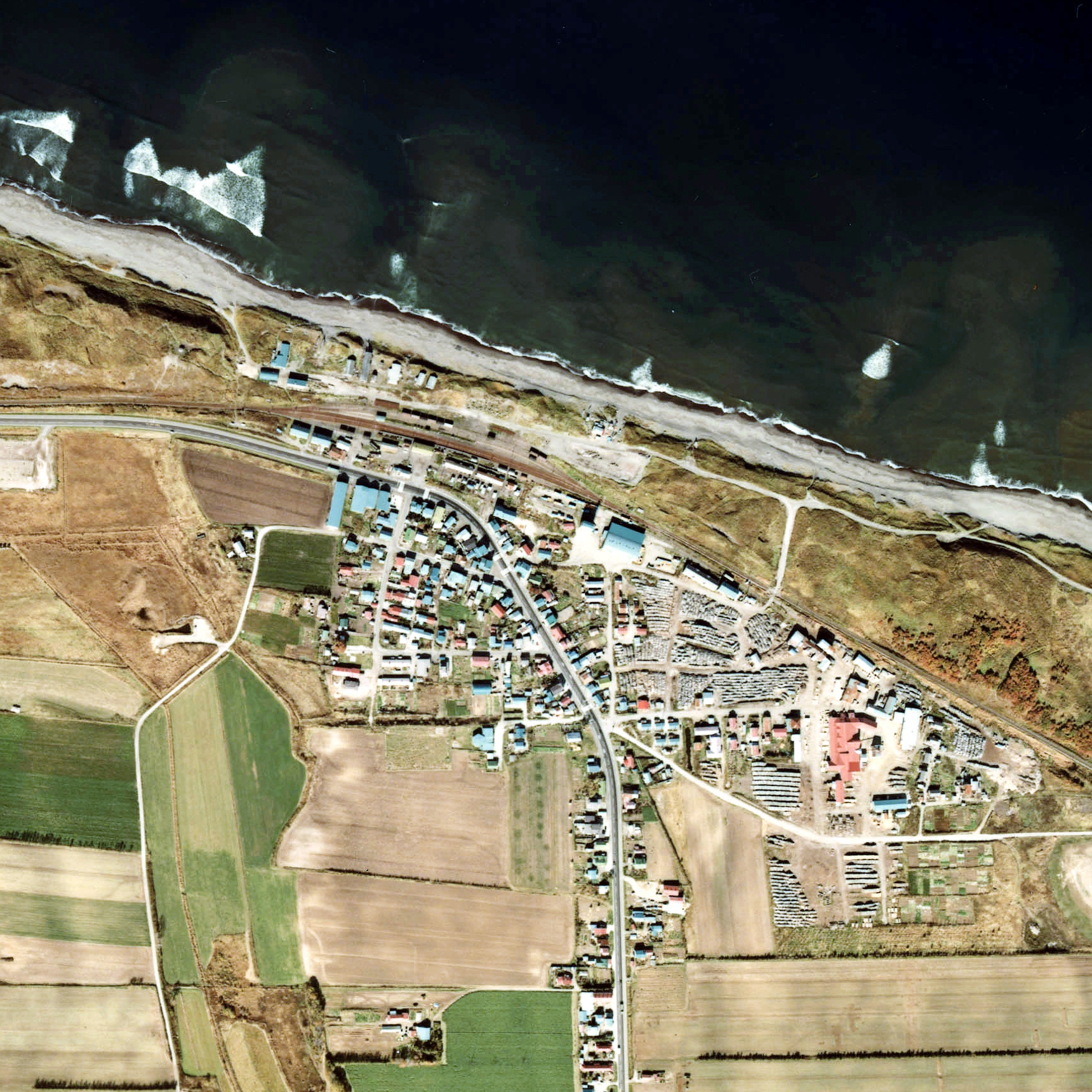
1977年の浜小清水駅と周囲約1km範囲。左が網走方面。斜里平野の畑作地帯の北辺。すぐ裏手にオホーツク海が迫る。少しカーブした相対式ホーム2面2線と、駅裏にストックヤードと副本線が2本、駅舎横の網走側の貨物ホームへ引込み線を有する。相対側ホームの網走端には保線車用の小さな車庫があって引込み線が見える。また、本線釧路側には木工場の敷地があり、本線に沿って引込み線が引かれている。小清水軌道跡の一部が小道として残されているのが確認できる。

1925年（大正14年）11月10日、北浜駅 - 斜里駅間の開通に伴い開業。開業日には駅前に緑門が建てられ、村長が14両編成の一番列車を出迎えた。当時の駅周辺は市街地から離れており、駅周辺の30戸ほどの街区が形成されていた。その後、小清水軌道が開業して分岐駅となり、小清水市街地と結ばれた。
2007年（平成19年）4月14日から2009年（平成21年）度まで、デュアル・モード・ビークルの試験的営業運行が当駅と藻琴駅の間で行われていた。

### 年表
- 1925年（大正14年）11月10日：国有鉄道の古樋駅（ふるといえき）として開業[4]。一般駅。
- 1941年（昭和16年）8月8日：小清水軌道開業。
- 1952年（昭和27年）
  - 11月15日：浜小清水駅に改称[4]。
  - 12月14日：小清水軌道廃止。
- 1960年（昭和35年）
  - 1月10日：駅舎改築[5]。
  - 4月1日：小清水林産工業協同組合発足。専用線敷設（時期不詳）[注釈 1]。
- 1983年（昭和58年）5月20日：貨物取扱い廃止[5]。
- 1984年（昭和59年）2月1日：荷物取扱い廃止[5]。
- 1986年（昭和61年）11月1日：駅員配置終了[5]。
- 1987年（昭和62年）4月1日：国鉄分割民営化により、北海道旅客鉄道（JR北海道）の駅となる[6]。
- 1999年（平成11年）7月13日：道の駅はなやか（葉菜野花）小清水建設に伴う駅舎撤去セレモニー挙行[5]。
- 2000年（平成12年）
  - 7月1日：道の駅内の待合室部分供用開始[5]。
  - 12月2日：道の駅の活性化施設部分がオープン[5]。

### 駅名の由来
「小清水町の海浜にあることから」の命名。
旧称の「古樋」はアイヌ語に由来し以下の諸説があるが、アイヌ語研究者の山田秀三は「どれも後の説で、どっちが非だかは分からない」としている。
- 「フレトイ（hure-toy）」（赤い・土）[7]
- 「フㇽエトゥイイ（hur-e-tuy-i）」（丘が・そこで・きれている・所）[4][7]

## 駅構造
相対式ホーム2面2線を有する地上駅。2番のりばとの間は止別方にある構内踏切で連絡する。
2番のりばは3両程度分の長さを持つが、機関車を含めて6両となる「流氷ノロッコ号」の運行期間は、全客車がホームにかかるよう仮設で延伸される。
知床斜里駅管理の無人駅。待合室は道の駅はなやか（葉菜野花）小清水の建物内の一角となっている。

### のりば
| 番線 | 路線      | 方向 | 行先               |
| ---- | --------- | ---- | ------------------ |
| 1    | ■釧網本線 | 上り | 網走・北見方面     |
| 2    | ■釧網本線 | 下り | 知床斜里・釧路方面 |

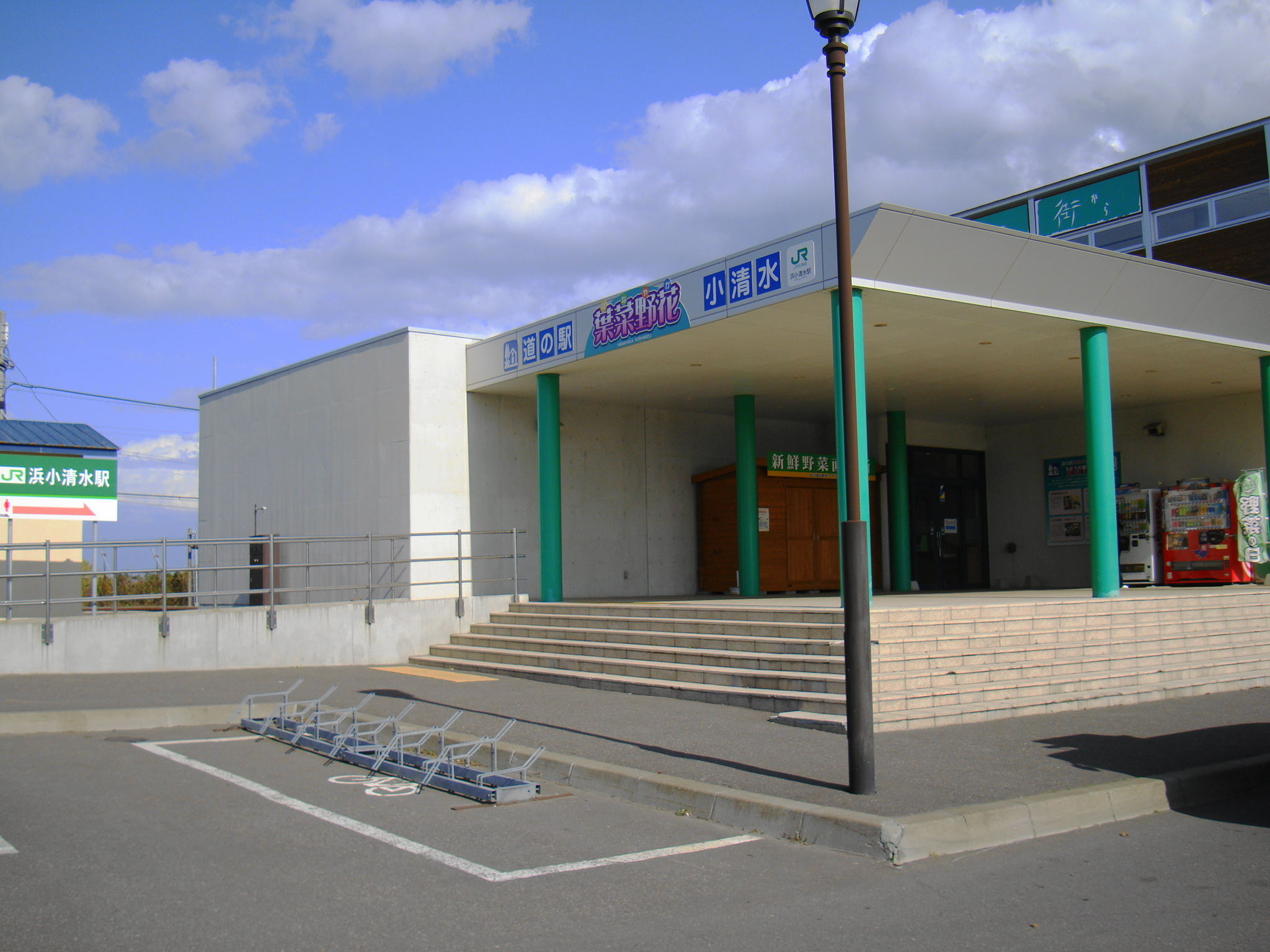
出入口（2009年10月）
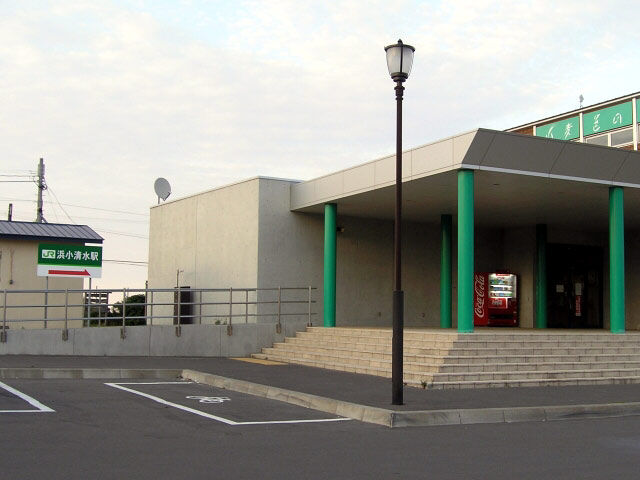
駅を示す表示が無かった頃の出入口（2004年9月）
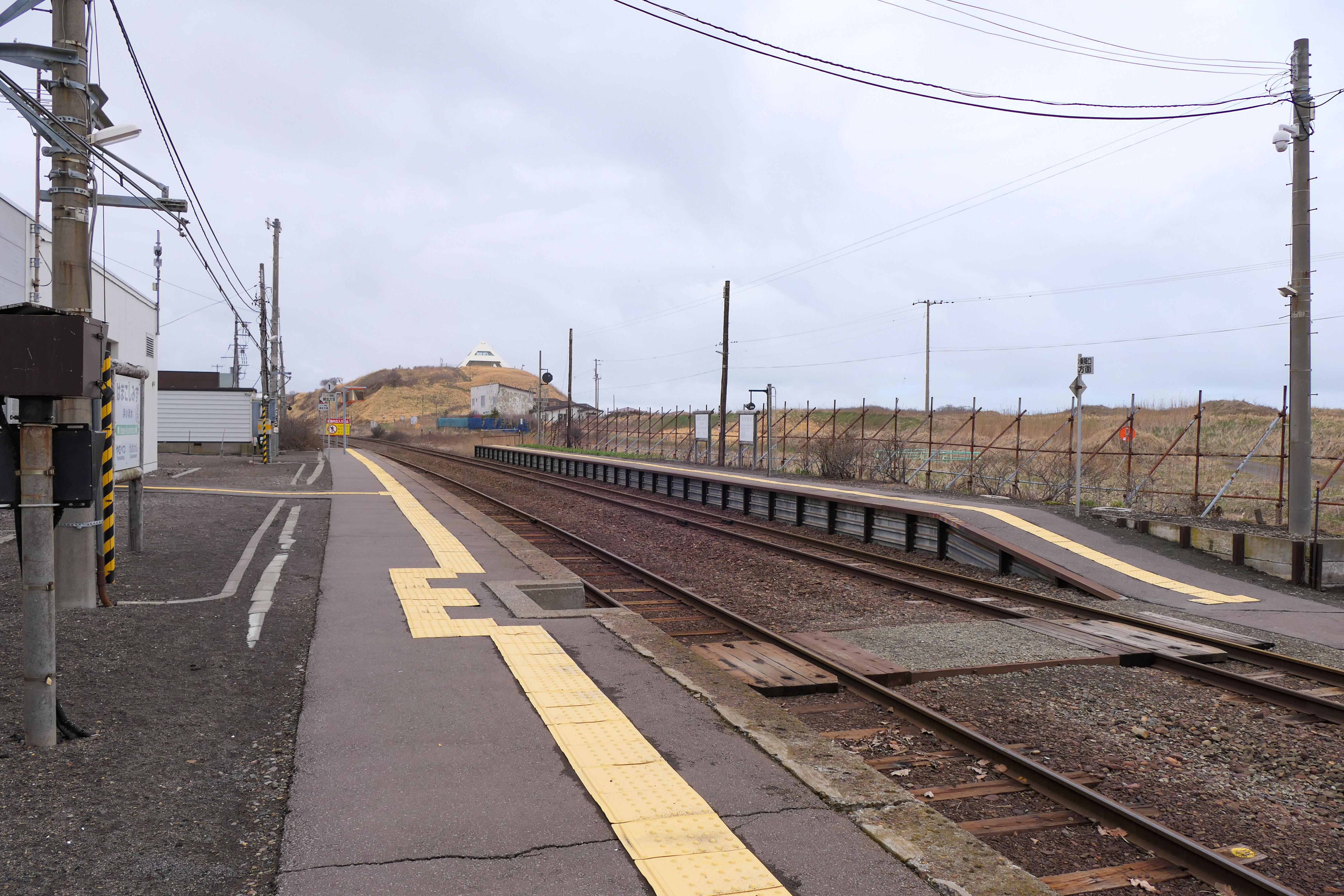
ホームと構内踏切（2021年5月）
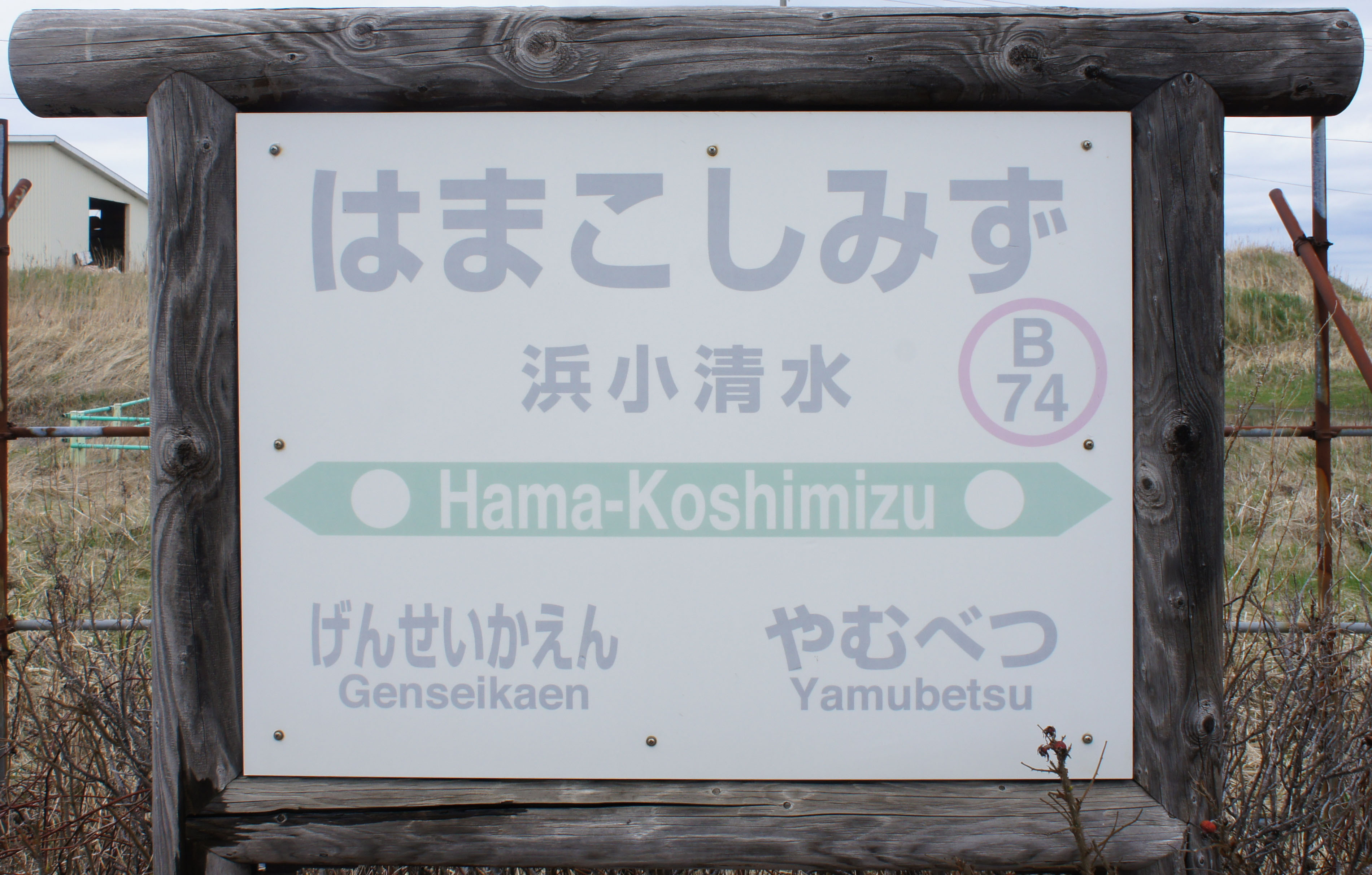
駅名標（2018年5月）
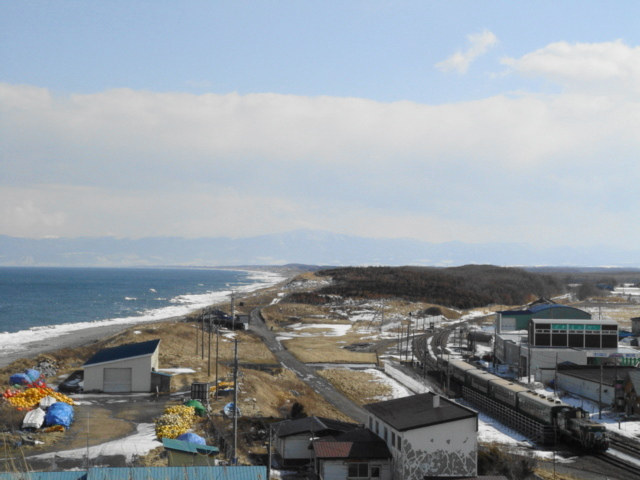
流氷ノロッコ号停車中。柵がある部分が仮設延伸部（2009年3月）

## 利用状況
乗車人員の推移は以下のとおり。年間の値のみ判明している年については、当該年度の日数で除した値を括弧書きで1日平均欄に示す。乗降人員のみが判明している場合は、1/2した値を括弧書きで記した。
また、「JR調査」については、当該の年度を最終年とする過去5年間の各調査日における平均である。
| 年度               | 乗車人員 | 乗車人員 | 乗車人員 | 出典       | 備考 |
| 年度               | 年間     | 1日平均  | JR調査   | 出典       | 備考 |
| ------------------ | -------- | -------- | -------- | ---------- | ---- |
| 1978年（昭和53年） |          | 55       |          | [ 8 ]      |      |
| 2016年（平成28年） |          |          | 24.4     | [ JR北 1 ] |      |
| 2017年（平成29年） |          |          | 23.2     | [ JR北 2 ] |      |
| 2018年（平成30年） |          |          | 19.0     | [ JR北 3 ] |      |
| 2019年（令和元年） |          |          | 15.2     | [ JR北 4 ] |      |
| 2020年（令和02年） |          |          | 10.6     | [ JR北 5 ] |      |
| 2021年（令和03年） |          |          | 9.0      | [ JR北 6 ] |      |
| 2022年（令和04年） |          |          | 8.2      | [ JR北 7 ] |      |
| 2023年（令和05年） |          |          | 8.8      | [ JR北 8 ] |      |

## 駅周辺
オホーツク海に近く、国道沿いを中心に浜小清水の集落が広がる。網走市浦士別地区の最寄り駅ともなる。小清水町中心部とは約10 km離れており、バス等での連絡が必要となる。
- 国道244号
- 小清水町役場浜小清水出張所
- 斜里警察署浜小清水駐在所
- 浜小清水郵便局
- 浜小清水前浜キャンプ場
- フレトイ展望台

### バス路線
駅前を通る国道244号上に網走バス「浜小清水駅前」バス停があり以下の路線が停車する。
網走バス
- 小清水線：小清水方面、網走駅方面[10]

## 隣の駅
北海道旅客鉄道（JR北海道）
■釧網本線
北浜駅 (B76) - *（臨）原生花園駅 (B75) - 浜小清水駅 (B74) - 止別駅 (B73)
*:原生花園駅停車は4月25日 - 10月31日のみ（ただし、一部列車は通年通過）